# Piola colombica
Piola colombica là một loài bọ cánh cứng trong họ Cerambycidae.